# قانون تدابير الحرب
قانون تدابير الحرب؛ كان قانونًا لبرلمان كندا، ينص على إعلان الحرب أو الغزو أو العصيان، وأنواع تدابير الطوارئ التي يمكن اتخاذها. دخل القانون حيز التنفيذ ثلاث مرات في التاريخ الكندي خلال الحرب العالمية الأولى، والحرب العالمية الثانية، وأزمة أكتوبر 1970.
نوقش القانون لتعليقه للحريات المدنية والشخصية، فيما يتعلق بالأوكرانيين، وغيرهم من الأوروبيين خلال عمليات الاعتقال الوطنية الأولى في كندا في الفترة من 1914  – 1920، والاعتقال الياباني الكندي في الحرب العالمية الثانية، وفي أزمة أكتوبر، وفي عام 1988 جرى إلغاؤه، واستبداله بقانون الطوارئ.

## الحرب العالمية الأولى
في الحرب العالمية الأولى، أعلنت المملكة المتحدة حالة الحرب مع ألمانيا نيابة عن الإمبراطورية البريطانية بأكملها. أُخطرت كندا عن طريق إرسال برقية وفقًا لذلك، اعتبارًا من 4 أغسطس 1914،  وظل هذا الوضع ساريًا حتى 10 يناير 1920.
اعتُمد قانون تدابير الحرب لعام 1914 في 22 أغسطس 1914 للتصديق على جميع الخطوات التي اتخذتها كندا منذ إعلان الحرب، والاستمرار حتى انتهاء الحرب. نصت الأقسام من 2 إلى 6 من القانون الأصلي بشكل خاص على ما يلي:
المادة الثانية: جميع الأفعال والأشياء التي جرى القيام بها، أو التي جرى إغفال القيام بها قبل إصدار هذا القانون أو بعده في اليوم الأول من شهر أغسطس عام 1914 م، من قبل السلطة، أو تحت السلطة أو جرى التصديق عليها من قبل:
أ- مجلس جلالة الملك
ب - أي وزير أو مسؤول في الحكومة الإمبراطورية البريطانية
جـ - الحاكم في المجلس
د - أي وزير أو مسؤول في حكومة كندا
هـ - أي سلطة أو شخص آخر
والتي لو جرى القيام بها أو حذفها بعد تمرير هذا القانون، كان من الممكن أن يُصرح بها بموجب هذا القانون، أو بموجب أوامر أو لوائح بموجب هذه الاتفاقية، يعد القيام بها أو حذفها بموجب سلطة هذا القانون، ويصرح بموجب هذا أنها تمت بشكل قانوني أو جرى حذفها.
المادة الثالثة: تسري أحكام المواد 6 و 10 و11 و 13 من هذا القانون فقط في أثناء الحرب أو الغزو أو العصيان، سواء كانت مادية أو مفهومة.
المادة الرابعة: يكون إصدار إعلان من قبل جلالة الملك أو تحت سلطة الحاكم في المجلس دليلاً قاطعًا على أن الحرب أو الغزو أو التمرد، حقيقي أو متوقع، وأنها موجودة لأي فترة زمنية محددة في ذلك الإعلان، واستمراره، حتى صدور إعلان آخر يعلن أن الحرب أو الغزو أو العصيان لم يعد موجودًا.
المادة الخامسة: يُعلن بموجب هذا أن الحرب مستمرة منذ اليوم الرابع من أغسطس 1914، وتعد قائمة حتى يعلن الحاكم في مجلسه بموجب إعلان منشور في الجريدة الرسمية الكندية أنها لم تعد قائمة؛ ولكن أي وجميع الإجراءات المتخذة أو التي أسسها أو بدأها الحاكم في مجلسه أو تحت سلطته قبل إصدار هذا الإعلان المذكور الأخير، والذي قد يأذن باستمراريته، يمكن أن تستمر وتختتم كما لو أن الإعلان المذكور لم يصدر.
المادة السادسة: يكون للحاكم في المجلس سلطة القيام والتصريح بمثل هذه الأعمال والأشياء، وإصدار الأوامر واللوائح من وقت لآخر، كما قد يراه بسبب وجود حرب أو غزو أو تمرد حقيقية أو متوقعة حسب ما يراه ضروريًا أو مستحسنًا من أجل الأمن والدفاع والسلام والنظام والرفاهية في كندا؛ ولزيادة اليقين، ولكن ليس لتقييد عمومية الشروط السابقة، يُعلن بموجب هذا أن صلاحيات الحاكم في المجلس تمتد إلى جميع الأمور التي تدخل ضمن فئات الموضوعات المذكورة فيما بعد، أي:
أ-الرقابة على المطبوعات، والكتابات، والخرائط، والمخططات، والصور الفوتوغرافية، ووسائل الاتصال، والتدقيق عليها.
ب- الاعتقال، والاحتجاز، والاستبعاد، والترحيل.
ج- مراقبة الموانئ، والمياه الإقليمية لكندا، وتحركات السفن.
د- النقل عن طريق البر أو الجو أو الماء ومراقبة نقل الأشخاص والأشياء.
هـ- التجارة، والتصدير، والاستيراد، والإنتاج، والتصنيع.
و- الاستيلاء على الممتلكات، والسيطرة عليها، ومصادرتها، والتصرف فيها، واستخدامها.

### مدى السلطة بموجب القانون
منح القانون سلطة واسعة، وحتى المحكمة العليا الكندية قضت به في قضية جراي ليشمل سلطة تعديل قوانين أخرى عن طريق التنظيم، في إشارة إلى أن مجلس اللوردات البريطاني، في قضية آر ضد هاليداي، قد أكد في عام 1917 أن قانون الدفاع عن المملكة لعام 1914 يمتلك صلاحيات واسعة مماثلة فيما يتعلق بالمملكة المتحدة، أعلن رئيس قضاة كندا السير تشارلز فيتزباتريك قائلًا:
| « | يبدو لي واضحًا أن البرلمان قصد، وكما تدل اللغة المستخدمة، تزويد السلطة التنفيذية بأوسع السلطات في وقت الخطر. تحتوي لغة القسم، بالمعنى الحرفي للكلمة، على صلاحيات غير محدودة. أقر البرلمان صراحة أنه، عند الحاجة، يجوز للسلطة التنفيذية للدفاع المشترك إصدار مثل هذه الأوامر واللوائح التي قد تراها ضرورية أو مستحسنة للأمن والسلام والنظام والرفاهية في كندا. كان الرجال المستنيرون الذين صاغوا هذا القسم، وأعضاء البرلمان الذي تبناه، يقدمون حالة طوارئ كبيرة جدًا، ويجب أن يُفهم أنهم استخدموا الكلمات بمعناها الطبيعي، وأنهم قصدوا ما قالوه. ليس هناك شك في رأيي، في أن اللائحة المعنية قد جرى تمريرها لتوفير الأمن والرفاهية لكندا، وبالتالي فهي داخل حدود النظام الأساسي الذي يُزعم أنه سيُنشأ بموجبها. | » |

### الاعتقال خلال الحرب العالمية الأولى وما بعدها
تضمنت عمليات الاعتقال الوطنية الأولى في كندا في الفترة من 1914 إلى 1920 اعتقال كل من أسرى حرب حقيقيين وآلاف المدنيين، ومعظمهم من الأوكرانيين الذين أتوا من أراضي غرب أوكرانيا (غاليسيا وشمال بوكوفينا) ثم احتجزتهم الإمبراطورية النمساوية المجرية. جرى تصنيفهم على أنهم «أجانب أعداء»، وقد جُردوا من ثرواتهم الضئيلة، وأجبروا على العمل من أجل ربح سجانيهم، وتعرضوا للقيود الأخرى التي تفرضها الدولة، بما في ذلك الحرمان من حق التصويت بموجب قانون الانتخابات في زمن الحرب. بدأت حملة من قبل جمعية الحريات المدنية الكندية الأوكرانية في عام 1985 بهدف الحصول على اعتراف رسمي ورد رمزي لما حدث، ونجحت في عام 2005، بعد تمرير قانون الاعتراف باعتقال الأشخاص من أصل أوكراني، مما أدى إلى إنشاء صندوق الاعتراف بالاعتقال في الحرب العالمية الأولى الكندي. 
مع ظهور الثورة الروسية في عام 1917، أُضيفت لوائح وأوامر إضافية لمنع العضوية في عدد من المنظمات، بما في ذلك المنظمات الاشتراكية والشيوعية. أوقفت الهجرة من الدول التي كانت مرتبطة بشكل مباشر أو غير مباشر بالإمبراطورية النمساوية المجرية وألمانيا والمواطنون الأصليون لهذه البلدان (النمسا، والمجر، وألمانيا، وأوكرانيا) وجرى تصنيفها كأجانب أعداء بموجب القانون. كان يُطلب من هؤلاء الأجانب الأعداء حمل الهوية معهم في جميع الأوقات ومُنعوا من حيازة الأسلحة النارية أو مغادرة البلاد دون إذن أو نشر أو قراءة أي شيء بلغة غير الإنجليزية أو الفرنسية. كما احتُجز الآلاف من هؤلاء الأجانب الأعداء في معسكرات أو جرى ترحيلهم من كندا. لم يُطلق سراح هؤلاء الأفراد المعتقلين في القوى العاملة مرة أخرى في محاولة لتعزيز الاقتصاد والجهود الحربية حتى أصبح النقص في العمالة في كندا شديدًا.

## الحرب العالمية الثانية
على عكس الحرب السابقة ؛ بموجب قانون وستمنستر لعام 1931 وضعت كندا تدابيرها بشكل منفصل عن المملكة المتحدة، و تم إعلان حالة الحرب التي تم توقيفها في 25 أغسطس 1939،  وتم تنفيذ لوائح الدفاع عن كندا بموجب القانون، حيث إعلان حالة الحرب مع ألمانيا في 10 سبتمبر 1939. 
تضمنت الإجراءات الأمنية القصوى التي تسمح بها لوائح الدفاع عن كندا التنازل عن أمر الإحضار والحق في المحاكمة، والاعتقال، وحظر الجماعات السياسية،  والدينية والقيود المفروضة على حرية التعبير بما في ذلك حظر بعض المنشورات ومصادرة الممتلكات. سمحت س 21 من لوائح الدفاع عن كندا لوزير العدل باحتجاز أي شخص قد يتصرف "بأي شكل من الأشكال يضر بالسلامة العامة أو سلامة الدولة" دون توجيه اتهامات إليه، وسرعان ما قامت الحكومة باعتقال الفاشيين والشيوعيين، وكذلك معارضي التجنيد الإجباري . استخدام اللوائح لاحقًا لتدريب الكنديين اليابانيين على نطاق واسع بالإضافة إلى بعض الكنديين الألمان، والإيطاليين الذين كانوا يُنظر إليهم على أنهم أجانب أعداء .
في عام 1940، تطلبت الطبيعة الأكثر تعقيدًا لتنظيم المجهود الحربي إعتماد قانون تعبئة الموارد الوطنية أيضًا، ودخلت العديد من اللوائح اللاحقة حيز التنفيذ بموجب هذين القانونين.
في عام 1943، قضت المحكمة العليا لكندا في مرجع المواد الكيميائية  بأن الأوامر الصادرة عن المجلس بموجب القانون تعادل قانونًا صادرًا عن البرلمان؛ كما لاحظ ريفورنت جي :
« ويترتب على المبادئ المنصوص عليها هذه العواقب:
تشكل الصلاحيات الممنوحة للحاكم في مجلسه بموجب قانون إجراءات الحرب سلطة لسن القوانين، وهي سلطة لتمرير التشريعات التي ينبغي اعتبارها ضرورية ومستحسنة بسبب الحرب ، وعندما يتصرف ضمن هذه الحدود  يُمنح الحاكم في المجلس السلطة الكاملة، و الصلاحيات العامة للتشريع كبيرة ومن نفس طبيعة تلك الخاصة بالبرلمان نفسه. ضمن نطاق القانون الذي تقاس به سلطته، و يُمنح الحاكم في المجلس نفس السلطة المخولة للبرلمان نفسه. لقد تم منحه سلطة التشريع.
شروط ممارسة تلك السلطة هي: وجود حالة حرب، أو حرب متوقعة، وأن الأوامر أو اللوائح يعتبرها الحاكم في المجلس مستحسنة أو ضرورية بسبب حالة الحرب هذه، أو تم القبض عليه. حرب. يحتفظ البرلمان بسلطته كما هي، ويمكنه متى شاء  أن يأخذ الأمر مباشرة بين يديه. إلى أي مدى يجب أن تطلب مساعدة الوكالات التابعة ومدة استمرارها في الوجود، هي أمور يجب أن يقررها البرلمان وليست للمحاكم القانونية. لم يتخل البرلمان عن سلطاته التشريعية العامة، و لم يمحو نفسه كما اقترح، و لم يشر إلى أي نية للتخلي عن السيطرة، ولم يتخل في الواقع عن السيطرة. تظل الأداة الثانوية التي أنشأتها لممارسة السلطات، مسؤولة بشكل مباشر أمام البرلمان، وتعتمد على إرادة البرلمان لاستمرار وجوده الرسمي»
(تم حذف الاقتباسات. تم الاستشهاد بهذه السلطة لاحقًا لدعم القرارات المتخذة في مرجع الأشخاص من العرق الياباني.)
و تم توضيح تأثير القانون بشكل أكبر في مرجع لوائح عقود الإيجار في زمن الحرب، والذي قضى بأن اللوائح التي تضع ضوابط الإيجار والسكن قد حلت محل الولاية القضائية الإقليمية طوال فترة الطوارئ. كما لاحظ تيسجيرون جي (كما كان في ذلك الوقت):
بموجب "المادة 92 الفقرة (13) من قانون الدستور، 1867  الملكية والحقوق المدنية، و تكون الإيجارات عادةً ذات أهمية إقليمية، ولكن نتيجة لحالة الطوارئ ؛ تصبح قوانين المقاطعات الحالية بشأن هذه المسألة غير سارية، و لا يتم بالطبع قمع حقوق المقاطعات بشكل دائم، وولايتها القضائية معلقة مؤقتًا أثناء الغزو الفيدرالي ، تتدفق من جديد عندما يتم التخلي عن الحقل أخيرًا. فقط خلال فترة الاحتلال يتم تجاوز الولاية القضائية الإقليمية، وهذا هو السبب الذي قد يبرر قيام حكومة دومينيون بعرض تشريعات على بعض أو كل المقاطعات للتشريع بشأن الإيجارات وممارسة حقوقها الدستورية من جديد.
ومع ذلك، من أجل تخويل البرلمان الاتحادي السلطة اللازمة للتعامل مع مثل هذه الأمور، و يجب أن تكون هناك حالة طارئة. ليس هناك شك في أن مثل هذه الحالة الطارئة كانت موجودة أثناء الحرب، وأنه خلال تلك الفترة، و لا يمكن الطعن في اختصاص البرلمان. لكن الوقت الذي تستمر فيه حالة الطوارئ لا يقتصر على فترة الأعمال العدائية الفعلية. الحرب هي سبب العديد من الاضطرابات الاجتماعية،  والاقتصادية،  وتؤدي تداعياتها إلى ظروف غير مستقرة لا يتم تسويتها إلا بعد فترة من إعادة التكيف الضرورية، والتي قد تستمر خلالها حالة الطوارئ بشكل جيد للغاية. كان القانون ساري المفعول حتى 31 ديسمبر 1945، وبعد ذلك ظل قانون السلطات الانتقالية الوطنية الطارئة لعام 1945  ساري المفعول حتى 31 مارس 1947. في عام 1947 ، صدر قانون استمرار الإجراءات الانتقالية لعام 1947، مع الحفاظ على بعض الأنظمة واللوائح في زمن الحرب، وبقي ساريًا حتى 30 أبريل 1951.

### علاج الكنديين اليابانيين
أدى الهجوم على بيرل هاربور في عام 1941 إلى إعلان كندا الحرب على اليابان في 8 ديسمبر 1941.  تحول التحيز العنصري الراسخ بالفعل تجاه الكنديين اليابانيين إلى أفكا، وسلوكيات معادية لليابان من قبل المواطنين الكنديين ؛ الذين رأوا الكنديين اليابانيين جواسيس لليابان . أدى هذا الخوف من الكنديين اليابانيين إلى تقييد سريع لحقوقهم وحرياتهم:
- طُلب في 17 ديسمبر 1941، من الأشخاص المنحدرين من أصل ياباني التسجيل في شرطة الخيالة الكندية الملكية .
- أعلنت في 29 يناير 1942 ، عن منطقة محمية بموجب إشعار حكومي داخل كولومبيا البريطانية.[6]
- عٌدلت في 24 فبراير، لوائح الدفاع عن كندا لتقييد الكنديين اليابانيين من امتلاك الأراضي أو زراعة المحاصيل.
- صدرت في 26 شباط / فبراير، إخطار يقضي بفرض حظر تجول على الكنديين اليابانيين في المنطقة المحمية لكولومبيا البريطانية، ومنعهم من حيازة السيارات، أو الكاميرات، أو أجهزة الراديو، أو الأسلحة النارية، أو الذخيرة، أو المتفجرات.
- تبينت لوائح في 4 مارس، بموجب القانون لإزالة الكنديين اليابانيين بالقوة من المنطقة المحمية.  نتيجة لذلك ، تم اعتقال 12000 في معسكرات داخلية، وتم إرسال 2000 إلى معسكرات الطرق، واضطر 2000 آخرون للعمل في البراري في مزارع بنجر السكر.

و صدرت ثلاثة أوامر في المجلس للنص على طرد المواطنين اليابانيين، وغيرهم من الأشخاص من أصل ياباني، سواء كانوا رعايا بريطانيين أم لا (سواء المولودين طبيعيين أو المتجنسين) في ديسمبر 1945. على الرغم من أن المحكمة العليا لكندا أصدرت حكمًا مختلطًا بشأن هذه المسألة ؛ إلا أن اللجنة القضائية لمجلس الملكة الخاص أعلنت أنها جميعًا صالحة. بعد احتجاجات مختلفة بين السياسيين، والأكاديميين، حيث تم إلغاء الأوامر في عام 1947.

### السيطرة على اقتصاد زمن الحرب
في بداية الحرب، تم إنشاء مجلس الأسعار والتجارة في زمن الحرب بتفويض واسع لتنظيم جميع الأمور التي تتناول ضرورات الحياة، وضوابط الإيجار والإسكان، وضوابط الاستيراد والتصدير، وضوابط الأجور والأسعار.تم توسيع مسؤولياتها في عام 1942 لتشمل الحد من الأنشطة الصناعية غير الأساسية من أجل الحفاظ على الحد الأدنى من المتطلبات للسلع المدنية فقط. تم استخدام القانون أيضًا لإنشاء لوائح علاقات العمل في زمن الحرب من أجل التحكم في الإضرابات، وعمليات الإغلاق، والحفاظ على استمرار الإنتاج في زمن الحرب. في حين اقتصرت اللوائح في البداية على الصناعات الخاضعة للسلطات القضائية الفيدرالية والشركات المشاركة بشكل مباشر في المجهود الحربي ، فقد تم توفير مخصص للمقاطعات للاشتراك في المخطط (وهو ما فعلته جميعًا في النهاية).
نظرًا لانتشار الاضطرابات العمالية في ذلك الوقت، تم تطبيق نظام التوفيق الإجباري ، ولم يكن من الممكن حدوث إضراب أو إغلاق حتى:
- انتهت صلاحية اتفاقية جماعية.
- جرت محاولة للتفاوض على اتفاقية جديدة.[11]
- إجرية التوفيق الإجباري.
- وبعد أربعة عشر يوما من انقضاء فترة التوفيق.

ومع ذلك، كان هناك إحباط من جانب النقابات التي شعرت أن الحكومة تميل إلى عدم الاهتمام بالقضايا التي كانت النقابات تحاول إبرازها.  استمرت اللوائح بعد نهاية الحرب حتى عام 1948، حيث استبدالها بتشريعات مماثلة على المستويين الاتحادي والإقليمي.

## تاريخ ما بعد الحرب
تعدلت القانون في عام 1960 بموجب شرعة الحقوق الكندية من أجل ضمان ما يلي:
- لإجراءات المتخذة بموجب القانون لا تعتبر انتهاكات للقانون الأخير.[4]

- كانت إعلانات دخول القانون حيز التنفيذ عرضة للإلغاء من قبل كل من مجلس الشيوخ ومجلس العموم .

### أزمة أكتوبر
اختطف أعضاء جبهة تحرير كيبيك الدبلوماسي البريطاني جيمس كروس، ووزير حكومة مقاطعة كيبيك بيير لابورت في عام 1970، الذي قُتل لاحقًا. أثار ما يشار إليه الآن بأزمة أكتوبر مخاوف في كندا من قيام فصيل متشدد ضد الحكومة. بموجب أحكام قانون الدفاع الوطني  حيث نُشر القوات المسلحة الكندية لمساعدة الشرطة. ظهرت في شوارع أوتاوا في 12 أكتوبر 1970. بناء على طلب من حكومة كيبيك بموافقة إجماعية من جميع قادة الحزب في الجمعية الوطنية في كيبيك ؛ ظهرت القوات في شوارع مونتريال في 15 أكتوبر.
بناءً على طلب من عمدة مونتريال  جان درابو، وحكومة مقاطعة كيبيك، واستجابة للتهديدات والمطالب العامة التي قدمها، و أعلنت الحكومة الفيدرالية حالة التمرد الموقوف بموجب قانون تدابير الحرب في 16 أكتوبر، اتمت ذلك حتى تتمتع الشرطة بسلطة أكبر في الاعتقال والاحتجاز، من أجل العثور على أعضاء جبهة تحرير السودان وإيقافهم.
دٌعم استخدام القانون لمعالجة المشكلة التي قدمها جيدًا من قبل الكنديين في جميع مناطق كندا، وفقًا لاستطلاع جالوب في ديسمبر. ومع ذلك، كان هناك العديد من النقاد الصريحين لعمل الحكومة ؛ بما في ذلك زعيم الحزب الديمقراطي الجديد تومي دوغلاس الذي قال: « الحكومة ؛ وأنا أسلم، تستخدم مطرقة ثقيلة لكسر الفول السوداني».
وأثناء سريان القانون، قُبض على 465 شخصًا واحتُجزوا دون توجيه تهم إليهم، و لكن أُطلق سراحهم في النهاية.
لا يزال رد الحكومة الفيدرالية وحكومات المقاطعات على الحادث يثير الجدل. كان هناك قدر كبير من القلق بشأن الفعل الذي يتم استخدامه، و لأنه كان يعتبر تهديدًا مباشرًا للحريات المدنية  مما أدى إلى إزالة حقوق مثل أمر الإحضار من جميع الكنديين. هذه هي المرة الوحيدة التي يتم فيها وضع القانون في وقت السلم في كندا.
أستبدال لوائح القانون لعام 1970 بقانون النظام العام (الإجراءات المؤقتة) في نوفمبر 1970 ، والذي انتهى لاحقًا في 30 أبريل 1971.
في أكتوبر 2020 طلب زعيم بلوك كيبيك إيف فرانسوا بلانشيت من رئيس الوزراء جاستن ترودو الاعتذار عن استحضار الحكومة الكندية للقانون.

### أستبدال
صدر أمر التخطيط لحالات الطوارئ في مايو 1981، الذي أسند مسؤوليات التخطيط لتلبية متطلبات أنواع مختلفة من حالات الطوارئ إلى مختلف الوزراء، والإدارات، والوكالات الحكومية.
تم تمرير قانون الطوارئ في عام 1988، ونتيجة لذلك تم إلغاء قانون تدابير الحرب .  

## روابط خارجية
- نص القانون نسخة محفوظة 31 ديسمبر 2022 على موقع واي باك مشين.
- "مناقشة قانون إجراءات الحرب في 16 أكتوبر 1970" من مؤسسة دوغلاس كولدويل نسخة محفوظة 1 يناير 2013 at Archive.is
- معسكرات الاعتقال في الحرب العالمية الأولى والحرب العالمية الثانية في كولومبيا البريطانية نسخة محفوظة 27 مارس 2007 على موقع واي باك مشين.
- الرابطة الكندية الأوكرانية للحريات المدنية
- الصندوق الكندي للاعتراف باعتقال الحرب العالمية الأولى

قالب:October Crisis